# Peia
Peia ist eine norditalienische Gemeinde (comune) mit 1699 Einwohnern (Stand 31. Dezember 2023) in der Provinz Bergamo in der Lombardei. 
Der Ort liegt östlich des Val Gandino und etwas abseits des Val Seriana. Der Ort liegt etwa 25 Kilometer nordöstlich der Provinzhauptstadt Bergamo. Der Name des Ortes soll vom lateinischen pila oder pilia stammen. Die Gemeinde führt einen Wildschweineber im Wappen.